# Julius Rietz
Julius Rietz (Berlín, 28 de desembre de 1812 - Dresden, 12 de setembre de 1877) fou un compositor i director d'orquestra alemany. El seu germà Eduard (Berlín, 1802-1832) fou amic de la infància de Mendelssohn i el fundador de la Societat Filharmònica, que dirigí fins a la seva mort.
Va fer els estudis amb Romberg i Ganz, als setze anys entrà en l'orquestra del teatre Köngstadt, sent cridat el 1834 per Mendelssohn, el qual era íntim amic del seu germà Eduard a Düsseldorf com a segon director del Teatre Immerman, del que en fou primer director en abandonar Mendelssohn el càrrec.
El 1847 fou nomenat director d'orquestra del teatre de Leipzig i al mateix temps s'encarregà de la direcció de la Singakademie, i l'any següent succeí a Gade al davant dels concerts del Gewandhaus i en la càtedra de composició del conservatori, on tingué entre altres alumnes l'irlandès Arthur O'Leary. El 1854 abandonà la direcció del teatre a fi de consagrar tots els seus esforços a la Gewandhaus, sent nomenat, finalment, director d'orquestra del teatre de la cort de Dresden i del conservatori de la mateixa ciutat on entre els seus alumnes s'hi contà el suec Andreas Hallén. El 1859 la Universitat de Leipzig li conferí el títol de doctor honoris causa, i el 1874 el rei de Saxònia l'anomenà director de la música. En aquesta última ciutat, entre altres alumnes tingué a Ernst Rudorff i l'anglès Edward Smith.
A més, Rietz fou un fecund compositor, influenciat per Mendelssohn. Compongué les òperes «Lorbeerbaum und Betteistab» (1850), «Der Korsar» (1850), «Georg Neumark und die Gambe» (1859), «Jery und Bätely» i «Das Mädehen aus der Frende». També compongué obertures de concert, simfonies, el Ditirambo de Schiller, misses, salms, motets, corals, lieder, concerts per diversos instruments, sis duets religiosos amb acompanyament de piano, un quartet per a instruments d'arc, un capritx per a violí i orquestra, sonates per a piano...